# Круглый год (сборник)
«Кру́глый год» — цикл очерков Салтыкова-Щедрина, написанных в течение 1879 года. Первоначальный авторский замысел этой хроники, а также её название и структура, в итоге, не вполне совпали с его окончательным содержанием. Причиной этого стали события 1879 года: с одной стороны, усиливавшаяся с каждым месяцем цензура; а с другой стороны, попытки автора обойти цензурные ограничения и не столько следовать за внешними событиями года, сколько попытаться в литературной форме передать их дух и атмосферу.
Основным содержанием концепции и литературной конструкции цикла стало, прежде всего, его название, вывеска, поначалу невидимая для публики — именно таким, организующим названиям своих произведений Салтыков-Щедрин придавал особое значение. Внешне нейтральный, предназначенный для педантичной публикации ежемесячных очерков, заголовок «Круглый год» включал в себя скрытую горькую иронию автора, связанную с семантикой слова «круглый» и теми нерадостными словесными ассоциациями, которые оно должно было вызывать у читателя.
По мере публикации отдельных очерков «Круглого года» ситуация в стране ухудшалась с каждым месяцем, сгущающаяся политическая обстановка оказывала нарастающее влияние на каждый следующий номер журнала. Как следствие, июньская и декабрьская части цикла попали под полный запрет цензуры и не были опубликованы, а сам текст будущего сборника претерпел большие изменения. Окончательный, известный сегодня текст цикла установился только в следующем, 1880 году, когда цикл был опубликован первым отдельным изданием: Круглый год. Сочинение М. Е. Салтыкова-Щедрина. — СПб., тип. А. С. Суворина, 1880 г.
Вероятно, самым точным из суждений современников о новом цикле очерков Салтыкова-Щедрина стало свидетельство Евгения Утина, который воспринял «Круглый год» как некий альтернативный дневник писателя «за тяжёлый 1879 год, но дневник не гнетущих событий, быстро следовавших одно за другим, а дневник тех скрытых, назойливых и мучительных дум, которые каждый мыслящий человек должен был переживать в это время».

## История создания
Двенадцать очерков 1879 года, входящих в цикл «Круглый год» были задуманы автором как живая хроника событий жизни в стране, в скрытой форме представляющая постоянным читателям «Отечественных записок» ежемесячный обзор основных новостей и постепенного изменения социально-политической жизни. Недаром они печатались в разделе «Современное обозрение» журнала, второй год (после смерти Некрасова) возглавляемого Салтыковым-Щедриным. Между тем, уже в самом размещении очерков содержалась некая хитрость или иносказание. С самого начала автор не собирался освещать сами события, хотя и не знал заранее, каковы они будут. Они должны были стать лишь поводом или намёком, своеобразным ребусом, который читатель мог бы разгадывать в силу своей проницательности и воображения. Через реакции героев отдельных очерков Салтыков-Щедрин пытался передать атмосферу, вызванную текущими событиями и взаимовлияние между ними и настроениями в обществе. Именно потому очерки «Круглого года» почти не имеют публицистической направленности, для них характерен высокий уровень художественной типизации.:743 С одной стороны, такой замысел был вызван желанием писателя при помощи иносказания и образного языка обойти цензурные рогатки, с которыми его журнальные публикации сталкивались десятилетиями, — едва ли не каждый год. С другой стороны, даже в са́мой злободневной своей сатире Салтыков-Щедрин всегда уходил от конкретного факта и мелкотемья, последовательно защищая право писателя «не выставлять иных идеалов», кроме тех, которые «исстари волнуют человечество». Тем самым он вступал в скрытую полемику с Достоевским и его сугубо конкретным, даже злободневным подходом, полнее всего выраженным в «Дневнике писателя», первый выпуск которого состоялся двумя журнальными сезонами ранее, в 1876—1877 годах.

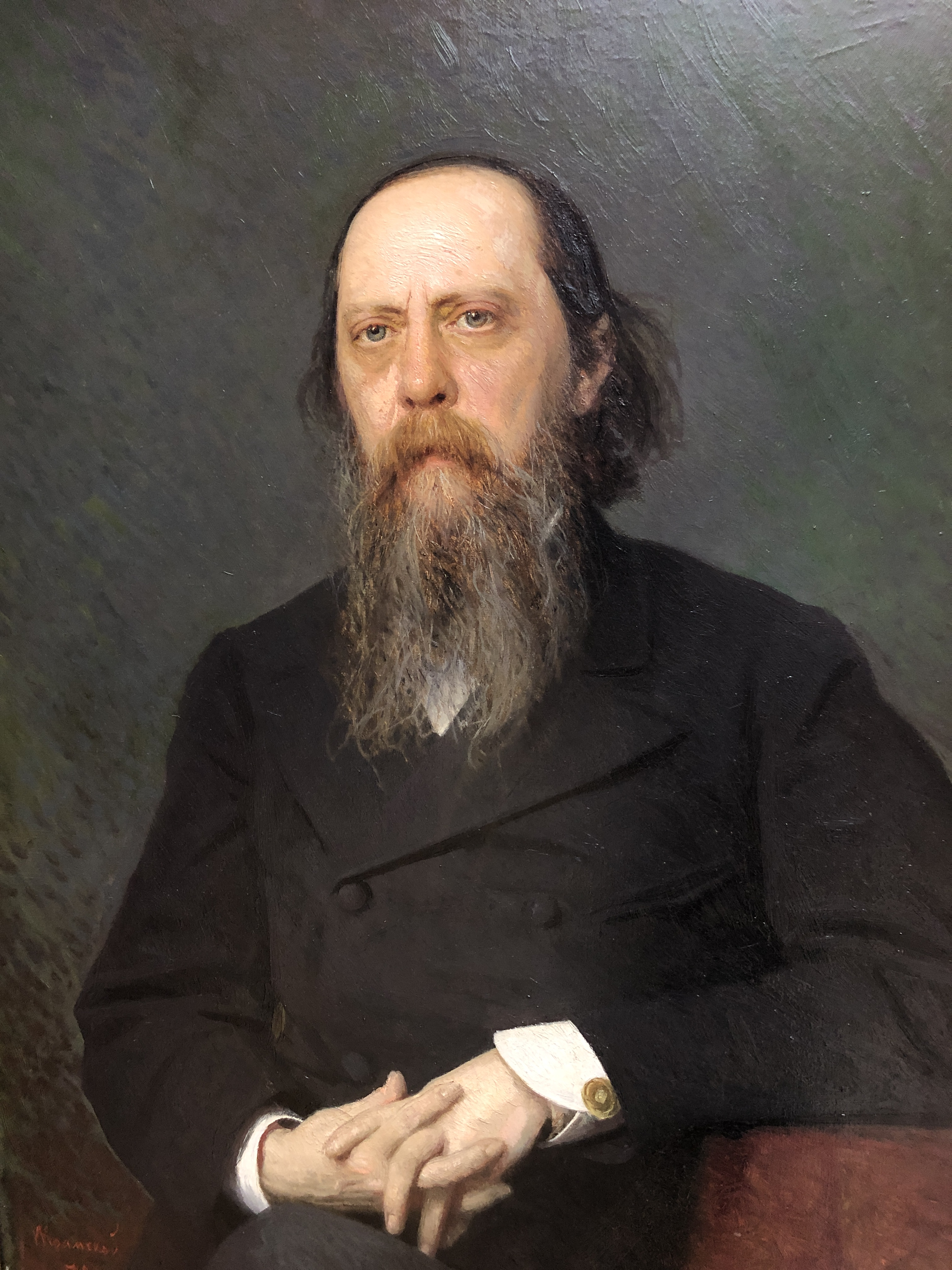
Салтыков-Щедрин в 1879 году
(с портрета Ивана Крамского)

С другой стороны, в очерках «Круглого года» писатель словно бы возражает самому себе и своим произведениям двадцатилетней давности, которые, по существу, сделали ему имя в последние годы перед началом александровских реформ. Не желая, чтобы его творчество даже по недоразумению связывали с узкими задачами и практическими целями различных общественных движений и партий, Салтыков-Щедрин в очерке «Первое октября» напрямую ставит этот вопрос перед самим собой, чтобы тут же исчерпывающим образом разъяснить свою позицию. Собственную публицистическую деятельность периода «Губернских очерков» он теперь называет «тщетой обличения», противопоставляя её своему позднему творчеству, задача которого — широкая сатира общечеловеческого звучания, включающая в себя углублённое исследование зыбкости «основ» и «самоновейших принципов современности». Активно отвергая выдвинутый им самим в ранние времена принцип «пользы» (или малой, конкретной пользы), Салтыков прямо объявляет, что, «по нынешнему времени, говорить можно именно только без пользы, то есть без всякого расчёта на какие-нибудь практические последствия». Вероятно, отчасти позиция автора связана с тяжёлыми разочарованиями и многочисленными неудачами александровской политики реформ, к концу 1870-х годов зашедшей в тупик и превратившейся, во многом, в собственную противоположность.
Главной целью литературы в новых условиях Салтыков-Щедрин называет обращение к сознанию, содействие «нравственному оздоровлению» человечества, разъяснение глубинных «причин» общественного «недуга» и поиск возможностей их избежания. Такой подход значительно расширяет рамки сатиры, позволяя представлять читателю глубокий анализ механизмов современного общества, рождающих к жизни определённые типы («Воистину болото родит чертей, а не черти созидают болото»).
Документальных сведений о рождении замысла и начале работы над циклом «Круглый год» не сохранилось.:750 Отчасти так произошло потому, что автор будущего сборника был одновременно и публикатором, руководителем журнала. Между тем, это был далеко не первый опыт работы Салтыкова-Щедрина в ежемесячной, календарной форме общения с читателями периодической прессы. В точности такую же рубрику писатель вёл полтора десятка лет назад в журнале «Современник» в 1863 и 1864 годах, причём, параллели в истории и содержании двух литературных циклов имеют порою буквальное звучание. Аналогичным образом, салтыковские очерки 1863 года выходили в отделе «Современное обозрение», только сам журнал тогда назывался не «Отечественные записки», а «Современник», а руководителем его был всё тот же Николай Некрасов. И точно таким же образом календарные очерки Салтыкова-Щедрина выходили в сдвоенном виде, а их печатание несколько раз прерывалось вмешательством цензурного комитета, пока не было запрещено окончательно. Двенадцать статей, написанных в сезоне 1863 и 1864 годов точно также были объединены в цикл и отдельный сборник под названием «Наша общественная жизнь». И точно таким же образом содержание статей во многом было определено личной полемикой с Фёдором Достоевским, только тогда речь шла не о «Дневнике писателя», а публикациях журнала «Русское слово» и его позиции по актуальным вопросам политической жизни России.
Если судить по драматическому опыту календарных очерков 1863—1864 годов, спустя полтора десятка лет Салтыков-Щедрин решил повторить первую попытку, на сей раз, по возможности, избежав разрушительного вмешательства цензуры, чтобы сохранить первоначальный замысел цикла и довести его до адекватного завершения. Автор надеялся, что приёмы тонкой иносказательности и выбранная им демонстративная форма сюжетной литературы позволит достигнуть поставленной цели.
Между тем, различия не были принципиальными. И в первом цикле очерков Салтыков-Щедрин не был жёстко привязан ни к рамкам «современного обозрения» актуальных событий, ни, тем более, к принципу буквального следования за политическим календарём, листаемым месяц за месяцем. И то, и другое служило для него, скорее, фоном, провокацией к размышлениям и поводом для немедленного выхода за рамки предлагаемой формы. Причём, он предпочитал высказываться о своём отношении открыто и самым чётким образом. Так, очерк от января 1864 года писатель начинал с фразы, напоминающей скорее «отповедь», чем поздравление с праздником: «Если б мне предложили вопрос, чем именно нравится мне прошлый 1863 год, я скорее всего ответил бы: „Ничем он мне не нравится“, и предполагаю, что публика осталась бы довольною таким ответом».:224 Примерно таким же образом обходятся с датами, событиями и праздниками герои «Круглого года». В самом начале очерка «Первое января» писатель с нескрываемой иронией приводит диалог двух главных героев:
 — С Новым годом, дяденька.
 — С новым счастьем тебя. Вареньица не приказать ли подать?
 — Помилуйте, дядя, я в это время водку пью (был третий час на исходе).:407
По всей видимости, этой небольшой пикировки Салтыкову-Щедрину показалось вполне достаточным, поскольку в предыдущем календарном цикле очерков пятнадцатилетней давности он осветил своё отношение к общепринятым (дежурным) будням и праздникам в полной мере. Любое текущее событие, любая новость должна была служить только внешним поводом для погружения вглубь человеческой природы явлений. А одна из глав, «Размышления по случаю нового года», датированная как раз январём 1864 года, в сокращённом виде и с восстановлением нескольких мест доцензурного текста вошла в сборник «Признаки времени» под заглавием «Новогодние размышления». Любая тема, связанная с буквальным, фактическим течением жизни становилась для писателя поводом объявить о её глубинных, подкожных причинах. И политические события, и будни, и праздники служили только фоном для указания на сущность происходящего. Целью любого текста становилось желание не только побудить читателя оторваться от мелкой суетной жизни, но и задать ему вопросы о её настоящем смысле, зачастую прямо в лицо.

В самом деле, что такое «старый год», что такое «новый год»? Неужели человечество ещё недостаточно умудрено опытом, чтоб убедиться, что это не более как термины, имеющие значение исключительно астрономическое. А какое дело нам, простым и бедным людям, до того, что происходит в области астрономии! Разве «новый год» приносит нам пироги и жареных поросят? Разве, уходя, «старый год» уносит в вечность все чёрствые куски, которыми усеяна сия юдоль плача? Чему мы радуемся? Что жалеем? О, оставим лучше астрономов в покое доказывать всё, что им доказывать надлежит, и будем жить, как живётся, ничего от себя не утаивая, но ничего и не преувеличивая. И в старом году хорошо жилось, и в новом хорошо будет житься. Это уж так изначала заведено, чтоб всегда жилось именно так, как живётся. И если иногда тебе кажется, о птенец! что мир не всегда идёт так, как бы ему идти надлежало, то это не что иное, как горькое, детское твоё заблуждение, которое потому только и прощается, что тебе, как птенцу, заблуждаться приличествует. В сём мире всё предусмотрено, всё подчинено неизменным законам; заблуждения и мудрость, увлечения и трезвый глас рассудка, жар и холод ― всё это заранее размещено но своим местам, всё это следовало, следует и будет следовать одному раз навсегда определённому церемониалу. Птенцы заблуждаются, старцы постепенно умудряются, юность увлекается и впадает в ошибки, зрелость подмечает эти ошибки, и если они не внимают трезвому голосу рассудка, то вычеркивает их, потому что в числе её обязанностей, кроме убеждения посредством голоса рассудка, находится и вычёркивание. Что можешь сказать ты, птенец, против этого?:224-225— М. Е. Салтыков-Щедрин, «Наша общественная жизнь», январь 1864
Судьбы издания обоих календарных циклов также не отличались особенным разнообразием. Оба они многокрактно урезались и запрещались цензорами в процессе публикации, по сути, их полное появление в печати было, так или иначе, сорвано хроническим вмешательством властей. Вполне схожей оказалась и судьба самих журналов, в которых Салтыков-Щедрин публиковал свои цикловые очерки: жить им, в итоге, оставалось совсем не долго. Некрасовский журнал «Современник» был закрыт 28 мая 1866 года «по высочайшему повелению, объявленному министру внутренних дел председателем комитета министров». Повод для окончательного запрета был поистине смехотворен, до такой степени все представители власти были готовы к своему решению. Журнал был закрыт после покушения Дмитрия Каракозова, у которого при обыске обнаружили пару экземпляров «Русского слова» и «Современника». — Немногим дольше прожили спустя полтора десятка лет и «Отечественные записки». В апреле 1884 года журнал был закрыт личным распоряжением главного цензора России, начальника Главного управления по делам печати, Евгения Феоктистова, в недавнем прошлом — вполне либерального по своим взглядам сотрудника журналов «Современник» и «Отечественные записки».

## История издания
По замыслу автора и издателя, которым в одном лице был Салтыков-Щедрин, очерки «Круглого года» должны были ежемесячно с января по декабрь 1879 года в разделе «Современное обозрение» журнала «Отечественные записки». Однако сам выбор актуальной политической рубрики многократно усилил внимание цензуры к публикуемым текстам, а события «круглого» 1879 года не замедлили вмешаться в регулярность процесса публикации. После относительно гладкого появления в январской, февральской и мартовской книжках журнала трёх первых очерков — «Первое января», «Первое февраля» и «Первое марта», — печатание цикла было прервано на четыре месяца (вплоть до августовского номера). Это произошло в прямой связи с резким усилением правительственного давления и преследований прогрессивной журналистики.

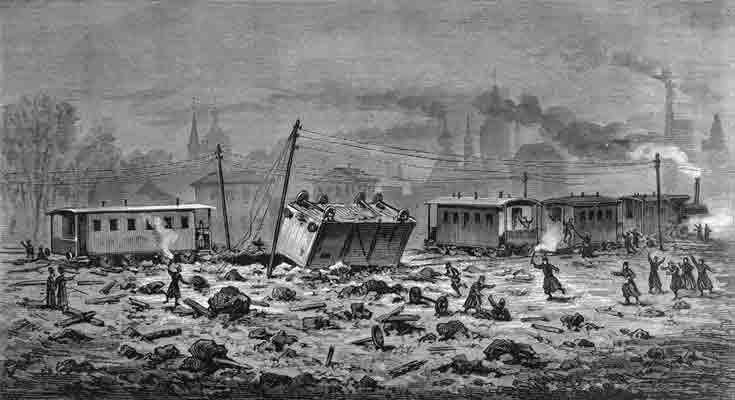
Взрыв свитского поезда, 19 ноября 1879 (рис.Бальдингера)

1879 «круглый» год оказался поистине тяжёлым и «страшным годом», — выражаясь словами самого Салтыкова-Щедрина. После двенадцатилетнего периода относительного спокойствия, последовавшего за неудачной попыткой Березовского в 1867 г., возобновилась «охота народовольцев за царём», спустя два года увенчавшаяся «окончательным успехом». 1879 год открыл новую серию покушений на Александра II. Наиболее разрушительный эффект для событий круглого года имело покушение Александра Соловьёва, который 2 (14) апреля пять раз стрелял в государя императора во время его обычной утренней прогулки вокруг Зимнего дворца. Пожалуй, эта сцена выглядела самой наглядной изо всех покушений, когда отставной учитель тридцати трёх лет от роду буквально гонялся за царём, стреляя в него на ходу, а царь, в свою очередь, пытался убежать от своего подданного. Реакция правительства последовала незамедлительно, хотя, возможно, была на этот раз не столь жестокой, как пятнадцать лет назад. Если после покушения Каракозова были закрыты оба журнала либерально-демократической направленности: и некрасовский «Современник», и писаревское «Русское слово», то меры 1879 года оказались значительно более «мягкими». Тем не менее, публикация очерков «Круглого года» была немедленно остановлена цензурой и возобновилась только в августе, когда, в точности по примеру предыдущего опыта (1863—1864 годов), из печати в сдвоенном формате вышли «вдогонку» неопубликованные ранее очерки. Таким образом, в августовском номере вышли тексты сразу за апрель и май, в сентябрьском № 9 — за июль (при том, что июньский текст был вырезан и запрещён цензурой), наконец, в октябрьском — за август и сентябрь. Однако полным запретом на публикацию дело не ограничивалось, и даже дозволенные тексты выходили в существенно (иногда, вдвое) урезанном виде, переписанные и сокращённые по требованию цензуры.
Посягавший на жизнь Священной Особы Государя Императора Александр Соловьёв был приговорён к смертной казни через повешение. Приговор был приведён в исполнение 28 мая (9 июня) 1879 года на Смоленском поле при стечении народа до семидесяти тысяч человек, гроб с его телом был отвезён на о. Голодай, спустя пятнадцать лет в точности повторив путь Дмитрия Каракозова.
Не только цензура, но и сами политические события вокруг «Круглого года» сильнейшим образом затронули душевное состояние Салтыкова-Щедрина, в то время одного из последних оставшихся в живых лидеров «демократов первой волны». Значительно охладев к работе над календарными очерками, в течение апреля — июля 1879 года он пишет и бросает несколько публицистических статей, оставшихся незавершенными: «Приличествующее объяснение», «Когда страна или общество…», «Говоря по правде, положение русского литератора…». Их заголовки или первые строки говорят сами за себя. В них он пытается объясниться, отвести удар от российских либералов и показать несостоятельность обвинений со стороны реакционной прессы. Затем — бросает, поняв всю двусмысленность собственной позиции.

Апрель был ужасен. Это был месяц какой-то неизобразимой паники. Все вдруг замутилось, заметалось, не верило ни ушам, ни глазам. И сквозь всю эту смуту явственно проходила одна-струя: homo homini lupus. Говорилось, выкрикивалось и даже печаталось нечто невероятное, неслыханное. Мало было оцепенения, в которое погрузилось общество; нашлись охочие люди, которые припомнили свои личные счеты и спешили дисконтировать их в форме извещений и угроз. Почва колебалась под ногами; завтрашний день представлялся загадкою; исчезало всякое мерило как для оценки собственных поступков, так и для оценки поступков других лиц; становилось невозможным или, по крайней мере, рискованным презирать заведомо зазорных людей. Казалось, нет уголка, в котором назойливо, не переставая, на все тоны, не звучала одна — везде одна и та же — мысль: что́ будет дальше? Эта бесплодная, без содержания, мысль задерживала всякую деятельность, забивала ум, чувство, волю и вызывала наружу худшие инстинкты человека, от малодушия до вероломства включительно. Люди слабодушные отыскивали на дне совести что-нибудь постыдное и держались за это постыдное, как за якорь спасения. И, в довершение всего, московские кликуши, от внутреннего ликования, словно сбесились.:452-453— М. Н. Салтыков-Щедрин, «Первое мая», 1879
Начиная уже с мая, работа над «Круглым годом» начала стремительно терять для автора первоначальный смысл, а заключительные очерки цикла разительно отличаются от начальных как по тону, так и по жанровым приёмам. По существу, «Круглый год» в своём течении отплыл так далеко от начала, что превратился совсем в другой сборник. Публикуя тексты по два в месяц, Салтыков-Щедрин рассчитывал к концу года хотя бы «догнать» своими очерками реальный календарь.:750 Однако, и этому плану не суждено было сбыться. 19 ноября 1879 года было совершено ещё одно неудачное покушение на Александра. На этот раз народовольцы попытались взорвать царский поезд. Как следствие: новая волна полицейской реакции, а также резкое ужесточение контроля над малейшими проявлениями либеральной литературы, которые уже заранее объявлялись «потрясением основ» и «крамолой».:744 Любая мало-мальски независимая точка зрения вызывала немедленный запрет, одной только «репутации» Салтыкова-Щедрина в таком случае оказывалось достаточным для десятикратной проверки текстов на любой намёк, даже самый безобидный. Не помогала и скрытая публикация под псевдонимом, первые семь очерков («Первое января» — «Первое июля») главный редактор журнала подавал к публикации под псевдонимом Nemo, а оставшиеся четыре — уже за подписью «Н. Щедрин». Тем временем, обстановка постепенно накалялась и вне зоны прямого вмешательства государственных органов. В официальной и реакционной печати, отчасти, традиционно подстрекаемой третьим отделением, всё чаще раздавались призывы к народному «возмездию»: топить неблагодарных «умников», студентов и прочую интеллигентскую дрянь, провоцирующих своими либеральными празднописаниями к цареубийству.

А между тем мнение, что идеалы пошатнулись и вера в чудеса упразднилась, всё-таки остаётся истиною. Но причину этого явления следует искать совсем не в общении литературы с жизнью, а скорее в тех чересчур своеобразных формах, в которых осуществилось это общение.
На деле как-то совершенно неожиданно вышло, что жизнь поступилась литературе не существенными своими интересами, не тем внутренним содержанием, которое составляет источник её радостей и горестей, а только бесчисленной массой пустяков. И в то же время сделалось ясным, что старинный афоризм «не твоё дело» настолько заматерел и въелся во все закоулки жизни, что слабым рукам оказалось совершенно не под силу бороться с ним. И таким образом в конце концов оказалось, что литература искала общения с жизнью, а обрела общение с пустяками, — какая неожиданность может быть горячее и чувствительнее этой?:538— М. Н. Салтыков-Щедрин, «Первое ноября», 1879
В результате ноябрьский номер «Отечественных записок» был выпущен только с одним, разрешённым ранее и сильно сокращённым очерком под названием «Первое октября», а в последнем № 12 за 1879 год появился урезанный более чем вдвое текст последних ноябрьских остатков окончательно разрушенного цензурой цикла. Актуальный очерк «Первое декабря» был полностью вырезан цензурой. Кое-какие остатки текстов автор попытался напечатать уже в следующем году, причём, первый раз безуспешно, когда переработанный текст под названием «Вечерок» был вторично запрещён и вырезан цензурой из февральского номера (№ 2) журнала за 1880 год, а второй раз — более удачно, когда в апрельских «Отечественных записках» вышел ещё раз переработанный тот же текст, но уже под названием «Не весьма давно (Осенние воспоминания)», позднее включённый в окончательный вариант «Круглого года» как ноябрьский отрывок. Таким образом, намеренно беллетризованный автором цикл актуальной хроники, начавшийся как «Круглый год», под конец превратился в руины, совершенно изменив свою первоначальную форму, — многократно прерванный, обрезанный и продырявленный в разных местах цензурой. Сюжет отнюдь не уникальный для истории литературного творчества Салтыкова-Щедрина. К примеру, аналогичная, если даже не худшая судьба постигла так называемый «глуповский цикл» очерков, вовсе переставший существовать. Тем не менее, всякий раз писатель с болезненной остротой воспринимал «как впервые» подобное вмешательство государственных органов в своё творчество.

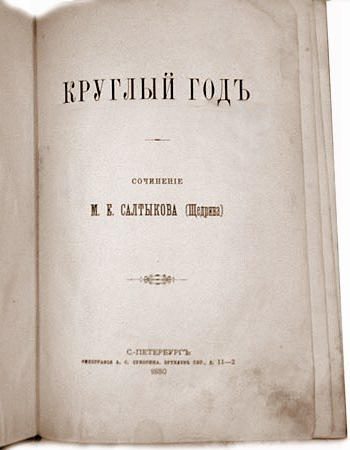
«Круглый год», первое издание (1880)

Окончательный текст сборника «Круглый год» автору удалось установить (восстановить) только полгода спустя, в первом отдельном издании. Только тогда цикл очерков, выведенный из-под журнальной цензуры, впервые приобрёл мало-мальски единый вид. Впервые появился общий заголовок, в текст был возвращён очерк «Первое июня», полностью вырезанный цензурой из сентябрьской 1879 года книжки «Отечественных записок», а в качестве последнего, декабрьского, был помещён очерк «Вечерок», вырезанный цензурой из февральской книжки «Отечественных записок» за 1880 год. При подготовке книжного издания Салтыков выполнил объёмную работу над текстом, адаптировав его как по стилю, так и по содержанию, и убрав из окончательного варианта всё «журнальное» и актуальное, что имело смысл только в злободневном контексте ежемесячных публикаций. В частности, книжный вариант «Круглого года» не включал в себя уже упомянутую выше полемику с Достоевским и его «Дневником», занимавшую большое место в очерках «Первое октября» и «Первое ноября».:751 Весьма симптоматично и, отчасти, даже концептуально выглядело скупое содержание книги, в котором, согласно заголовку оказалось ровно двенадцать глав, название каждой из которых состояло из слова «первое» и названия соответствующего месяца. Открывалась книга безо всякого предисловия написанным ещё до «новых покушений» очерком «Первое января», совершенно непраздничным по своему тону и теме.
Спустя три года цикл очерков Салтыкова-Щедрина выдержал ещё одно издание, ставшее последним при жизни автора. Изменения, внесённые во второе издание, не столь значительны. Они носят преимущественно стилистический характер. Кроме того, второе издание «Круглого года» отметилось большим количеством опечаток и типографского брака.

## Темы и образы «Круглого года»
Главным и центральным замыслом Салтыкова-Щедрина, — замыслом, ради которого он задумывал и пытался публиковать свои календарные очерки 1879 года, было желание показать литературными средствами полнейшую несостоятельность «идеи государственности» или «державности» в той её форме, в которой она сложилась и существовала в Российской империи после 1861 года. Эта тема была болезненно близка автору-сатирику. Вынужденно занимая в течение почти двух десятков лет высокие по табели о рангах должности в аппарате управления и сам будучи хотя и «неугодной», но всё же частью государственного механизма, Салтыков-Щедрин постоянно возвращался к этому вопросу. Имевший в тверской администрации устойчивую репутацию «вице-Робеспьера», бывший вице-губернатор и управляющий пензенской Казённой палатой, даже выйдя в отставку, постоянно возвращался к мучавшему его вопросу организации власти. Пожалуй, одно это уже решило судьбу цикла «Круглый год».
С официальной точки зрения любое сомнение на тему принципа «государственности» было, пожалуй, особенно крамольным. Цензура всегда с крайней придирчивостью вымарывала малейшие намёки на несовершенство государственно-бюрократического аппарата. Тем более, когда цензорам был заранее известен — автор, уже два десятилетия имевший репутацию «карбонария пятого ранга». Приходится признать, что свою функцию цензура выполнила в полной мере. Начиная с памятного апреля 1879 года сотрудники главного управления по делам печати Министерства внутренних дел сделали всё возможное, чтобы отбить у автора всяческую охоту продолжать начатое сочинение. Ещё во середине работы над очерками «Круглого года» Салтыков-Щедрин столкнулся с фактом собственной публицистической неудачи. В фельетоне «Первое ноября» он писал с предельной открытостью:

Год приходит к концу, страшный год, который неизгладимыми чертами врезался в сердце каждого русского. Даже в худшие эпохи ничего подобного этому злосчастному году летописи русской жизни едва ли представляли.
Вместе с тем кончаются и мои периодические беседы с читателями. В первоначальном намерении беседы эти должны были отражать в себе злобу дня и в то же время служить поводом для воспроизведения некоторых типов, которые казались мне небезынтересными. Я должен, однако ж, сознаться, что ни того, ни другого я не выполнил.:541
Я даже вынужден был изменять обязательной в работах этого рода аккуратности, то есть не каждый месяц являлся с моими беседами и, следовательно, не мог сообщить содержанию их характер современности. Да и вообще, не имел охоты писать, а писал потому только, что надо было как-нибудь довести до конца раз начатое дело.— Н. Щедрин, «Первое ноября. — Первое декабря», 1879 г.
Обстановка 1879 года и, говоря шире, всех последних лет царствования Александра II, спустя два года закончившихся его гибелью и наступлением периода «махровой реакции» — от лица его сына, Александра Третьего, отнюдь не способствовала задуманному Салтыковым-Щедриным глубокому анализу и изобличению самого принципа «государственности», а также его разнообразного влияния на духовную жизнь, идеологию и человеческие типы. Во всех своих текстах после 1869 года писатель очевидным образом плыл против магистрального российского течения. Как следствие, главная цель «Круглого года» осталась неосуществлённой.
После покушения 2 апреля и приостановки публикации свежих очерков Михаил Салтыков несколько попытался дать отпор или хотя бы ответ идеологам реакции, с новыми силами накинувшимся на демократическую печать. Впрочем, и здесь его ждала неудача: как цензурная, так и внутренняя. Невозможность любого прямого высказывания на темы «современного обозрения» заставила автора вернуться к опосредованной форме изложения «Круглого года», к тому же, раз начатое дело нельзя было бросить на полпути. Первым делом, Салтыков-Щедрин попытался хоть как-то приспособить цикл очерков для злободневных целей публицистической борьбы с противниками. Попытки подобного рода можно найти в рукописных вариантах очерка «Первое мая». Те же намерения в значительной степени определяют содержание и более поздних фельетонов, затемняя и осложняя их первоначальный замысел.:746 И всё-таки, несмотря на крайне неблагоприятные внешние условия и систематическое противодействие цензуры, писателю всё-таки удалось выполнить если не главную, то второстепенную задачу-минимум: передать политическую атмосферу дня и порождаемые ею явления.:751

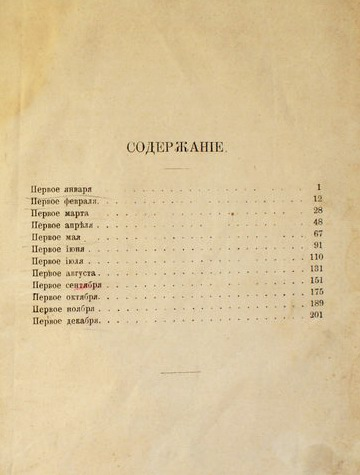
«Круглый год», оглавление (1880)

По существу приходится говорить о двух циклах очерков «Круглого года»: задуманном и реально состоявшемся, сильнейшим образом деформированном. Тем контрастнее к структуре и настроению книги выглядит её оглавление, педантичное и единообразное, словно регистрирующее мерный хор времени. И каждая следующая часть начинается с одного и того же символического слова: «первое». Даже последняя, несущая на себе тяжёлый отпечаток цензуры: Первое декабря («Вечерок»). В первых четырёх главах средством салтыковской сатиры становятся узнаваемые персонажи, носители социальных масок и клише. С самого начала «Круглого года» Салтыков рисует новые типажи «столпов государственности»: сановника Ивана Михайловича, «провиденциального мальчика» («кандидата в фельдмаршалы») Феденьки Неугодова и революционного ренегата Саши Ненарочного. С тяжёлым состоянием современной российской «государственности» связывает Салтыков и появление таких рептильных литераторов с повышенной гибкостью позвоночника, как Филофей Иванович Дроздов.
Почти театральным признаком эпохи или «знамением» грядущей реакции выглядит тот факт, что одним из ярких образов хранителей «государственности» оказывается «ренегат Саша Ненарочный». Массовое и индивидуальное отступничество многих вчерашних либералов и даже революционеров — одна из характерных черт семидесятых годов, сильнейшим образом волновавшая Салтыкова-Щедрина. За персонажами угадываются или предугадываются реальные лица 1870-х и 1880-х годов. Своими благонамеренными репликами (почти из будки суфлёра) Саша Ненарочный очевидно предвосхищает послужной список видного деятеля народничества Льва Тихомирова, будущего монархиста и автора брошюры «Почему я перестал быть революционером?» Вполне возможно, что история Ненарочного — опосредованный отклик Салтыкова на опубликованный в июне 1875 г. циркуляр министра народного просвещения графа Дмитрия Толстого, а равно и на более позднюю аналогичную записку министра юстиции Константина Палена. В обоих документах речь шла о усилении работы по пресечению «преступной пропаганды» революционной молодежи среди народа. — Не пройдёт и пяти лет, как ещё один такой же «Саша Ненарочный» по имени Евгений Феоктистов своим указом закроет руководимый Салтыковым-Щедриным журнал «Отечественные записки».
Слегка опереточный образ «куколки», Nathalie Неугодовой с лёгким намёком то на прозу Льва Толстого, то на самого́ Фёдора Михайловича, а также изображение Демидрона зримым образом связует проблему «государственности» с ещё одним родовым пороком николаевских времён: «семейственностью». Одной из характерных черт цикла «Круглый год» является его выпуклое диалогическое построение. Автор передаёт живую атмосферу дня через фиксированные словечки и выражения, возвращающиеся на протяжении всего цикла («провиденциальные мальчики», «партикулярные люди», «трепет», «подоплёка») и отдельные аффективные реплики, повторяющиеся как символ или лейтмотив: «Господи! Да неужели это не кошмар!» К тому же числу намёков или понятий-формул относится и внешне нейтральный термин «внутренняя политика», выступающий как знак правительственных репрессий. Нарочная беллетризация повествования и доверительные родственные отношения «дяди» с Неугодовыми и Ненарочными позволяют придать всему повествованию (прежде всего, посредством тех же диалогов) характер «подслушанной» автором интимной беседы, в ходе которой постоянно происходят «чистосердечные признания» или саморазоблачения персонажей.
Салтыков продолжает размышлять в текстах «Круглого года» над тяжёлыми проблемами, намеченными в очерковых циклах предыдущих двух лет. Прежде всего, это темы, поднятые на страницах книги «В среде умеренности и аккуратности» (1878), отчасти, перешедшие туда из «Отголосков», печатавшихся в тех же «Отечественных записках» ещё при Некрасове и в первый год после его смерти. Самые важные темы и тон «Круглого года» органически связаны с очерками «Отголосков», особенно: «День прошёл — и слава богу», «На досуге», «Тряпичкины-очевидцы», «Дворянские мелодии», «Чужой толк»... Уже там Салтыков-Щедрин ставил и пытался ответить на вопросы об отношении к современным ему явлениям «самоотвержения», псевдопатриотизма, безвредной или «безобидной сатиры», а также явно или скрыто полемизировать со своими прежде близкими приятелями, современными ему литераторами, прежде всего, Достоевским, очень сильно изменившимся за последние два десятка лет, и Иваном Тургеневым, возражая его версии народничества, нарисованной в романе «Новь». Вообще, вопрос о соотношении роли русской литературы 1840-х и 1870-х годов превращается для Салтыкова-Щедрина в ключевой, ответа на который он будет искать все последние годы.
Важное и постоянное место среди очерков «Круглого года» занимает вопрос литературы как таковой, её значения, смысла и самого существования в условиях Российской империи. Причём, резкое обострение этой темы возникает как раз после апрельского покушения. Уже фельетон «Первое мая» фактически построен вокруг одного из самых глубоких суждений Салтыкова о литературе. «Всё, что ты ни видишь кругом, всё, чем ты пользуешься, — всё это дала тебе литература. Квартира, в которой ты живёшь, пиджак, который надет на твоих плечах, чай, который ты сию минуту пьёшь, булка, которую ты ешь, — всё, всё идет оттуда...»  Нелепое, карикатурное покушение на «царя-реформатора», а затем немедленно последовавшие репрессии и жестокие нападки на либеральную прессу, выдвинули на первый план вопросы, равные жизни и смерти. Как следствие, Салтыков-Щедрин попытался соединить обратно распавшиеся части мира, примирить непримиримое: литературу и власть, сатиру и государство, писателя и общество. Кажется, ни в одном другом произведении Салтыков не говорил столь веско и проникновенно о смысле литературе, о её общественном предназначении, о её нравственном пафосе и, наконец, о своём писательском «кредо», равно идейном и эстетическом.:746
Несмотря на признанную самим автором неудачу в достижении главных целей своего цикла, «Круглый год» — именно в том виде, в который привели его драматические события 1879 года — состоялся как суровое произведение, отпечаток эпохи. И отдельные очерки, выходившие в «Отечественных записках», и книга в целом носит на себе далеко не круглый отпечаток того года, когда она была написана. Тексты «Круглого года» до сих пор остаются ярким свидетельством своего времени и бескомпромиссным осуждением деструктивных общественных процессов, которые происходили на сломе правления «Александра-освободителя»: правительственной реакции, массового разочарования в реформах, социального ренегатства, восстановления прежних «основ» собственности, семейственности, государственности, — в том их понимании, которое было присуще старым, ещё николаевским типажам Неугодовых и Ненарочных.

По моему мнению, боязнь играет настолько решительную роль в существовании современного человека, что самое уныние едва ли могло бы так прочно внедриться в обществе, если б его постоянно не питало ожидание чего-то непредвиденного. А коль скоро страх существует, то отрицаться от него значит только добровольно обрекать себя на сугубое малодушие, значит отнимать у себя возможность, при помощи анализа этого явления, примириться с своею совестью. Ведь ежели даже этой возможности не будет, то как же существовать? Поэтому-то я совершенно искренно думаю, что ежели у человека — повторяю, не у героя, а у ординарного, но добропорядочного человека — есть бесспорные и осязательные причины ощущать страх, то он имеет полное право без околичностей сказать: да, я боюсь. И совесть самая щепетильная не найдёт основательного повода укорить его за это. Не так ли, господа?:556— Н. Щедрин, «Первое декабря (Вечерок)», 1880 г.
За исключением, разве что, «Первого декабря», призванного хоть как-то закольцевать цикл очерков, во всех последних месяцах «Круглого года» Салтыков-Щедрин разговаривает с читателем голосом усталого, разочарованного человека. Находясь посреди своего времени, наедине со столь хорошо знакомым ему государственным аппаратом, чиновниками и цензурой, он не видит реальных путей спасения или, хотя бы, преобразования сложившейся в последние двадцать лет системы отношений в царской России. Но так же хорошо он понимает и несостоятельность путей иллюзорных, рисующих простые пути к целям, на самом деле, требующим громадной внутренней работы.:748

Пожалуй, в этом и состоит основная интонация предложенной автором формулы «круглого года», не смягчая его острых, неудобных углов и ранящих зазубрин.